# One Flew Over the Cuckoo's Nest (romance)
One Flew Over the Cuckoo's Nest é um romance de Ken Kesey publicado em 1962. Ambientada em um hospital psiquiátrico do Oregon, a narrativa serve como um estudo dos processos institucionais e da mente humana, incluindo uma crítica à psiquiatria e uma homenagem ao princípios do individualismo. Foi adaptado para a peça da Broadway (e mais tarde off-Broadway), One Flew Over the Cuckoo's Nest, de Dale Wasserman em 1963. Bo Goldman adaptou o romance para o filme de 1975 de mesmo nome dirigido por Miloš Forman.
A revista Time incluiu o romance em sua lista dos "100 melhores romances em língua inglesa de 1923 a 2005". Em 2003, o livro foi listado na pesquisa The Big Read da BBC sobre os 200 "romances mais amados" do Reino Unido.

## Enredo
O livro é narrado por "Chief" Bromden, um gigantesco paciente meio nativo americano de um hospital psiquiátrico, que se apresenta como surdo, mudo e dócil. A história de Bromden se concentra principalmente nas travessuras do rebelde Randle Patrick McMurphy, que fingiu insanidade para cumprir sua sentença por agressão e jogos de azar no hospital, em vez de em uma prisão-fazenda. A enfermeira-chefe administrativa, enfermeira Ratched, governa a enfermaria com autoridade absoluta e pouca supervisão médica. Ela é assistida por seus três auxiliares do turno diurno e seus médicos e enfermeiras assistentes.
McMurphy antagoniza constantemente a enfermeira Ratched e perturba as rotinas da enfermaria, levando a intermináveis lutas de poder entre o presidiário e a enfermeira. Ele dirige uma mesa de jogo, é o capitão do time de basquete da enfermaria, comenta a figura da enfermeira Ratched, incita os outros pacientes a realizar uma votação sobre como assistir a World Series pela televisão e organiza uma pescaria em alto mar onde os pacientes estariam " supervisionado" por prostitutas. Depois de afirmar ser capaz, e subsequentemente falhar, de levantar um pesado painel de controle na extinta sala de hidroterapia (conhecida como "sala da banheira"), sua resposta – "Mas pelo menos eu tentei" – dá aos homens incentivo para tentarem. defender-se, em vez de permitir que a enfermeira Ratched assuma o controle de todos os aspectos de suas vidas. O Chefe se abre com McMurphy, revelando, tarde da noite, que ele pode falar e ouvir. Uma perturbação violenta após a pescaria resulta no envio de McMurphy e do Chefe para sessões de terapia de eletrochoque, mas tal punição não ajuda em nada a conter o comportamento indisciplinado de McMurphy.
Uma noite, depois de subornar o enfermeiro noturno, McMurphy contrabandeia duas namoradas prostitutas com bebida para a enfermaria e invade a farmácia em busca de xarope de codeína para tosse e medicamentos psiquiátricos não identificados. McMurphy, tendo notado na pescaria que Billy Bibbit – um paciente tímido e infantil, gago e com pouca experiência com mulheres - tinha uma queda pela prostituta chamada Candy, principalmente organizou essa invasão para que Billy pudesse perder a virgindade e, em um grau um pouco menor, para que McMurphy e outros pacientes pudessem dar uma festa não autorizada. Embora McMurphy concorde antes do final da noite com um plano que envolve sua fuga antes do início do turno da manhã, ele e os outros pacientes adormecem sem limpar a bagunça das travessuras do grupo, e a equipe da manhã descobre a enfermaria em completa desordem. A enfermeira Ratched encontra Billy e a prostituta nos braços um do outro, parcialmente vestidos, e o repreende. Billy se afirma pela primeira vez, respondendo à enfermeira Ratched sem gaguejar. Ratched calmamente ameaça contar à mãe de Billy o que ela viu. Billy tem um colapso emocional, regredindo imediatamente ao estado de menino e, ao ser deixado sozinho no consultório médico, tira a vida cortando a própria garganta. A enfermeira Ratched culpa McMurphy pela perda da vida de Billy. Enfurecido com o que ela fez com Billy, McMurphy ataca Ratched rasgando sua camisa e tentando estrangulá-la até a morte. McMurphy está fisicamente contido e transferido para a enfermaria de perturbados.
A enfermeira Ratched perde uma semana de trabalho devido aos ferimentos, período durante o qual muitos dos pacientes são transferidos para outras enfermarias ou saem do hospital para sempre. Quando ela retorna, ela não consegue falar e fica privada de sua ferramenta mais poderosa para manter os homens na linha. Sendo Bromden, Martini e Scanlon os únicos pacientes que participaram da viagem de barco deixados na enfermaria, McMurphy é trazido de volta. Ele recebeu uma lobotomia e agora está em estado vegetativo, deixando-o silencioso e imóvel. O Chefe sufoca McMurphy com um travesseiro durante a noite em um ato de misericórdia antes de levantar o painel de controle da banheira que McMurphy não conseguiu levantar antes, jogando-o por uma janela e escapando do hospital, sendo assim o "aquele" que "voou sobre o ninho de cuco".

## Plano de fundo
Kesey começou a escrever One Flew Over the Cuckoo's Nest em 1959, e foi publicado em 1962 em meio ao Movimento dos Direitos Civis e mudanças profundas na forma como a psicologia e a psiquiatria eram abordadas na América. A década de 1960 deu início ao polêmico movimento em direção à desinstitucionalização, um ato que teria afetado os personagens do romance de Kesey. O romance é um produto direto do tempo que Kesey trabalhou no turno da noite como auxiliar de enfermagem em um centro de saúde mental em Menlo Park, Califórnia. Ele não apenas falou com os pacientes e testemunhou o funcionamento da instituição, como também tomou voluntariamente drogas psicoativas, incluindo mescalina e LSD, como parte do Projeto MKUltra. Além de seu trabalho com o Projeto MKUltra, Kesey consumiu LSD recreativamente; defendendo o uso de drogas como um caminho para a liberdade individual.
O romance refere-se constantemente a diferentes autoridades que controlam os indivíduos através de métodos sutis e coercitivos. O narrador do romance, o Chefe, combina essas autoridades em sua mente, chamando-as de "A Combinação" em referência à forma mecanicista como manipulam e processam os indivíduos. A autoridade de The Combine é mais frequentemente personificada na personagem da enfermeira Ratched, que controla os habitantes da enfermaria mental do romance por meio de uma combinação de recompensas e vergonha sutil. Embora ela normalmente não recorra à disciplina convencionalmente severa, as suas ações são retratadas como mais insidiosas do que as de um administrador de prisão convencional. Isso ocorre porque a sutileza de suas ações impede que seus prisioneiros entendam que estão sendo controlados. O Chefe também vê o Combine no represamento do selvagem rio Columbia em Celilo Falls, onde seus ancestrais nativos americanos caçavam, e na conformidade mais ampla da sociedade de consumo americana do pós-guerra. A crítica do romance ao manicômio como um instrumento de opressão comparável à prisão refletia muitas das afirmações que o intelectual francês Michel Foucault fazia ao mesmo tempo. Da mesma forma, Foucault argumentou que formas invisíveis de disciplina oprimiam os indivíduos numa ampla escala social, encorajando-os a censurar aspectos de si próprios e das suas ações. O romance também critica a emasculação dos homens na sociedade, principalmente no personagem Billy Bibbit, o paciente agudo gago que é dominado tanto pela enfermeira Ratched quanto por sua mãe.

## Adaptações
O romance foi adaptado para uma peça de teatro de 1963, estrelada por Kirk Douglas (que comprou os direitos de produção para teatro e cinema) como McMurphy e Gene Wilder como Billy Bibbit. Uma adaptação cinematográfica, estrelada por Jack Nicholson e coproduzida por Michael Douglas, foi lançada em 1975. O filme ganhou cinco Óscares da Academia.
Os personagens da enfermeira Ratched e do chefe Bromden aparecem como personagens recorrentes em Once Upon a Time, da American Broadcasting Company, onde são interpretados por Ingrid Torrance e Peter Marcin.
A Netflix e Ryan Murphy produziram uma série prequela intitulada Ratched que segue Sarah Paulson como uma versão mais jovem da enfermeira Ratched. O primeiro pedido de duas temporadas foi lançado em 18 de setembro de 2020.